# وسکلی
وسکلی (پرتغالی: Wescley؛ زادهٔ ۱۱ اکتبر ۱۹۹۱) بازیکن فوتبال اهل برزیل است.
از باشگاه‌هایی که در آن بازی کرده‌است می‌توان به اتلتیکو مینیرو، شاپه‌کوئنزه، سانتاکروز، ویسل کوبه، ژوونتود و گل‌گهر سیرجان اشاره کرد.